# Kroatiska demokratiska unionen i Bosnien och Hercegovina
Kroatiska demokratiska unionen i Bosnien och Hercegovina (kroatiska: Hrvatska demokratska zajednica Bosne i Hercegovine, förkortat HDZ BiH) är ett bosnienkroatisk politiskt parti i Bosnien och Hercegovina. Partiet grundades den 18 augusti 1990.
Partiet är systerparti till HDZ i Kroatien.

## Partiledare för HDZ BiH
- Davorin Perinović (1990)
- Stjepan Kljujić (1990–1992)
- Milenko Brkić (1992)
- Mate Boban (1992–1994)
- Dario Kordić (1994–1995)
- Božo Rajić (1995–1998)
- Ante Jelavić (1998–2002)
- Bariša Čolak (2002–2005)
- Dragan Čović (2005–)